# Campionato europeo maschile under 18 di pallavolo 2022
Il campionato europeo maschile under 18 di pallavolo 2022 si è svolto dal 9 al 17 luglio 2022 a Tbilisi, in Georgia: al torneo hanno partecipano dodici squadre nazionali under 18 europee e la vittoria finale è andata per la terza volta, la seconda consecutiva, all'Italia.

## Impianti
|                                                                     |                                                                    |  |
|                                                                     |                                                                    |  |
| Sports Palace Città: Tbilisi Capienza: 10 000 Anno d'apertura: 1961 | New Volleyball Arena Città: Tbilisi Capienza: - Anno d'apertura: - |  |

## Regolamento

### Formula
Le squadre hanno disputato una prima fase a gironi con formula del girone all'italiana; al termine della prima fase:
- Le prime due classificate di ogni girone hanno acceduto alla fase finale per il primo posto strutturata in semifinali, finale per il terzo posto e finale.
- Le squadre classificate al terzo e quarto posto di ogni girone hanno acceduto alla fase finale per il quinto posto strutturata in semifinali, finale per il settimo posto e finale per il quinto posto.

### Criteri di classifica
Se il risultato finale è stato di 3-0 o 3-1 sono stati assegnati 3 punti alla squadra vincente e 0 a quella sconfitta, se il risultato finale è stato di 3-2 sono stati assegnati 2 punti alla squadra vincente e 1 a quella sconfitta.
L'ordine del posizionamento in classifica è stato definito in base a:
- Numero di partite vinte;
- Punti;
- Ratio dei set vinti/persi;
- Ratio dei punti realizzati/subiti;
- Risultati degli scontri diretti.

## Squadre partecipanti
| Squadra   | Qualificazione                                                | Ultima partecipazione                |
| --------- | ------------------------------------------------------------- | ------------------------------------ |
| Belgio    | 1ª al primo turno del torneo di qualificazione (girone WEVZA) | Italia 2020                          |
| Bulgaria  | 1ª al primo turno del torneo di qualificazione (girone BVA)   | Italia 2020                          |
| Finlandia | 1ª al primo turno del torneo di qualificazione (girone NEVZA) | / Repubblica Ceca e Slovacchia 2018  |
| Francia   | Migliore 2ª al secondo turno del torneo di qualificazione     | / Repubblica Ceca e Slovacchia 2018  |
| Germania  | 1ª al secondo turno del torneo di qualificazione (girone D)   | Italia 2020                          |
| Georgia   | Paese organizzatore                                           | Debutto                              |
| Grecia    | 1ª al secondo turno del torneo di qualificazione (girone C)   | / Repubblica Ceca e Slovacchia 2018  |
| Italia    | 1ª al secondo turno del torneo di qualificazione (girone A)   | Italia 2020                          |
| Polonia   | 1ª al primo turno del torneo di qualificazione (girone EEVZA) | Italia 2020                          |
| Rep. Ceca | 1ª al secondo turno del torneo di qualificazione (girone E)   | Italia 2020                          |
| Serbia    | 1ª al secondo turno del torneo di qualificazione (girone B)   | Turchia 2015                         |
| Slovenia  | 1ª al primo turno del torneo di qualificazione (girone MEVZA) | / Bosnia ed Erzegovina e Serbia 2013 |

## Torneo

### Fase a gironi
| Girone I  | Girone II |
| --------- | --------- |
| Belgio    | Bulgaria  |
| Finlandia | Germania  |
| Francia   | Grecia    |
| Georgia   | Italia    |
| Rep. Ceca | Polonia   |
| Serbia    | Slovenia  |

#### Girone I

##### Risultati
| 9 luglio 2022 New Volleyball Arena, Tbilisi Durata: 1h:59 - Spettatori: 200  | Serbia    | 3 - 2 | Rep. Ceca | 22-25, 25-22, 19-25, 25-21, 15-13 |
| 9 luglio 2022 New Volleyball Arena, Tbilisi Durata: 1h:08 - Spettatori: 450  | Georgia   | 0 - 3 | Francia   | 25-27, 12-25, 15-25               |
| 9 luglio 2022 New Volleyball Arena, Tbilisi Durata: 1h:15 - Spettatori: 100  | Belgio    | 3 - 0 | Finlandia | 27-25, 25-22, 25-23               |
| 10 luglio 2022 New Volleyball Arena, Tbilisi Durata: 1h:16 - Spettatori: 100 | Rep. Ceca | 3 - 0 | Francia   | 25-19, 25-23, 25-20               |
| 10 luglio 2022 New Volleyball Arena, Tbilisi Durata: 1h:12 - Spettatori: 400 | Finlandia | 3 - 0 | Georgia   | 25-18, 25-21, 26-24               |
| 10 luglio 2022 New Volleyball Arena, Tbilisi Durata: 1h:54 - Spettatori: 100 | Serbia    | 3 - 2 | Belgio    | 23-25, 25-19, 25-18, 18-25, 15-12 |
| 11 luglio 2022 New Volleyball Arena, Tbilisi Durata: 1h:40 - Spettatori: 50  | Francia   | 3 - 1 | Finlandia | 23-25, 25-15, 25-20, 25-22        |
| 11 luglio 2022 New Volleyball Arena, Tbilisi Durata: 0h:59 - Spettatori: 180 | Georgia   | 0 - 3 | Serbia    | 15-25, 14-25, 7-25                |
| 11 luglio 2022 New Volleyball Arena, Tbilisi Durata: 1h:38 - Spettatori: 100 | Belgio    | 3 - 1 | Rep. Ceca | 18-25, 25-21, 25-17, 25-19        |
| 13 luglio 2022 New Volleyball Arena, Tbilisi Durata: 1h:45 - Spettatori: 100 | Serbia    | 1 - 3 | Francia   | 20-25, 29-27, 20-25, 23-25        |
| 13 luglio 2022 New Volleyball Arena, Tbilisi Durata: 0h:59 - Spettatori: 400 | Belgio    | 3 - 0 | Georgia   | 25-14, 25-11, 25-16               |
| 13 luglio 2022 New Volleyball Arena, Tbilisi Durata: 1h:17 - Spettatori: 70  | Rep. Ceca | 3 - 0 | Finlandia | 25-21, 25-23, 25-20               |
| 14 luglio 2022 New Volleyball Arena, Tbilisi Durata: 1h:18 - Spettatori: 120 | Francia   | 3 - 0 | Belgio    | 25-22, 25-23, 26-24               |
| 14 luglio 2022 New Volleyball Arena, Tbilisi Durata: 1h:18 - Spettatori: 140 | Finlandia | 0 - 3 | Serbia    | 22-25, 28-30, 18-25               |
| 14 luglio 2022 New Volleyball Arena, Tbilisi Durata: 1h:00 - Spettatori: 300 | Georgia   | 0 - 3 | Rep. Ceca | 13-25, 11-25, 15-25               |

##### Classifica
| Pos. | Squadra   | Pt | G | V | P | SV | SP | Ratio | PF  | PS  | Ratio |
| ---- | --------- | -- | - | - | - | -- | -- | ----- | --- | --- | ----- |
| 1.   | Francia   | 12 | 5 | 4 | 1 | 12 | 5  | 2,400 | 415 | 370 | 1,122 |
| 2.   | Serbia    | 10 | 5 | 4 | 1 | 13 | 7  | 1,857 | 459 | 411 | 1,117 |
| 3.   | Rep. Ceca | 10 | 5 | 3 | 2 | 12 | 6  | 2,000 | 413 | 364 | 1,135 |
| 4.   | Belgio    | 10 | 5 | 3 | 2 | 11 | 7  | 1,571 | 413 | 375 | 1,101 |
| 5.   | Finlandia | 3  | 5 | 1 | 4 | 4  | 12 | 0,333 | 360 | 393 | 0,916 |
| 6.   | Georgia   | 0  | 5 | 0 | 5 | 0  | 15 | 0,000 | 231 | 378 | 0,611 |

      Qualificata alle semifinali per il primo posto.
      Qualificata alle semifinali per il quinto posto.

#### Girone II

##### Risultati
| 9 luglio 2022 Sports Palace, Tbilisi Durata: 1h:47 - Spettatori: 100  | Germania | 1 - 3 | Italia   | 20-25, 25-20, 16-25, 21-25        |
| 9 luglio 2022 Sports Palace, Tbilisi Durata: 1h:45 - Spettatori: 100  | Polonia  | 3 - 1 | Grecia   | 25-13, 25-21, 25-27, 25-17        |
| 9 luglio 2022 Sports Palace, Tbilisi Durata: 1h:48 - Spettatori: 100  | Slovenia | 1 - 3 | Bulgaria | 22-25, 25-23, 22-25, 15-25        |
| 10 luglio 2022 Sports Palace, Tbilisi Durata: 1h:13 - Spettatori: 100 | Italia   | 3 - 0 | Grecia   | 25-21, 25-21, 25-15               |
| 10 luglio 2022 Sports Palace, Tbilisi Durata: 1h:44 - Spettatori: 50  | Bulgaria | 3 - 1 | Polonia  | 25-15, 14-25, 25-18, 25-23        |
| 10 luglio 2022 Sports Palace, Tbilisi Durata: 2h:01 - Spettatori: 100 | Germania | 2 - 3 | Slovenia | 25-17, 28-26, 21-25, 21-25, 14-16 |
| 11 luglio 2022 Sports Palace, Tbilisi Durata: 1h:08 - Spettatori: 100 | Grecia   | 0 - 3 | Bulgaria | 16-25, 16-25, 17-25               |
| 11 luglio 2022 Sports Palace, Tbilisi Durata: 1h:18 - Spettatori: 110 | Polonia  | 3 - 0 | Germania | 25-19, 25-18, 25-17               |
| 11 luglio 2022 Sports Palace, Tbilisi Durata: 1h:57 - Spettatori: ?   | Slovenia | 2 - 3 | Italia   | 25-22, 23-25, 21-25, 25-17, 12-15 |
| 13 luglio 2022 Sports Palace, Tbilisi Durata: 2h:11 - Spettatori: 100 | Germania | 2 - 3 | Grecia   | 25-17, 18-25, 25-21, 30-32, 16-18 |
| 13 luglio 2022 Sports Palace, Tbilisi Durata: 1h:49 - Spettatori: 100 | Slovenia | 1 - 3 | Polonia  | 22-25, 21-25, 30-28, 21-25        |
| 13 luglio 2022 Sports Palace, Tbilisi Durata: 2h:01 - Spettatori: 100 | Italia   | 3 - 2 | Bulgaria | 25-17, 21-25, 15-25, 26-24, 17-15 |
| 14 luglio 2022 Sports Palace, Tbilisi Durata: 2h:03 - Spettatori: 100 | Grecia   | 2 - 3 | Slovenia | 20-25, 25-23, 17-25, 25-21, 20-22 |
| 14 luglio 2022 Sports Palace, Tbilisi Durata: 1h:06 - Spettatori: 100 | Bulgaria | 3 - 0 | Germania | 25-21, 25-16, 25-20               |
| 14 luglio 2022 Sports Palace, Tbilisi Durata: 1h:45 - Spettatori: 100 | Polonia  | 1 - 3 | Italia   | 23-25, 20-25, 25-19, 18-25        |

##### Classifica
| Pos. | Squadra  | Pt | G | V | P | SV | SP | Ratio | PF  | PS  | Ratio |
| ---- | -------- | -- | - | - | - | -- | -- | ----- | --- | --- | ----- |
| 1.   | Italia   | 13 | 5 | 5 | 0 | 15 | 6  | 2,500 | 472 | 437 | 1,080 |
| 2.   | Bulgaria | 13 | 5 | 4 | 1 | 14 | 5  | 2,800 | 443 | 375 | 1,181 |
| 3.   | Polonia  | 9  | 5 | 3 | 2 | 11 | 8  | 1,375 | 445 | 409 | 1,088 |
| 4.   | Slovenia | 5  | 5 | 2 | 3 | 10 | 13 | 0,769 | 509 | 521 | 0,977 |
| 5.   | Grecia   | 3  | 5 | 1 | 4 | 6  | 14 | 0,429 | 404 | 480 | 0,842 |
| 6.   | Germania | 2  | 5 | 0 | 5 | 5  | 15 | 0,333 | 416 | 467 | 0,891 |

      Qualificata alle semifinali per il primo posto.
      Qualificata alle semifinali per il quinto posto.

### Fase finale

#### Finali 1º e 3º posto
|  | Semifinali | Semifinali | Semifinali |                 |    | Finale  | Finale   | Finale |
|  |            |            |            |                 |    |         |          |        |
|  | 1I         | Francia    | 3          |                 |    |         |          |        |
|  | 1I         | Francia    | 3          |                 |    |         |          |        |
|  | 2II        | Bulgaria   | 0          |                 |    |         |          |        |
|  | 2II        | Bulgaria   | 0          |                 | 1I | Francia | 0        |        |
|  |            |            |            |                 | 1I | Francia | 0        |        |
|  |            |            |            |                 |    | 1II     | Italia   | 3      |
|  | 1II        | Italia     | 3          |                 |    | 1II     | Italia   | 3      |
|  | 1II        | Italia     | 3          |                 |    |         |          |        |
|  | 2I         | Serbia     | 0          |                 |    |         |          |        |
|  | 2I         | Serbia     | 0          | Finale 3° posto |    |         |          |        |
|  |            |            |            |                 |    |         |          |        |
|  |            |            |            |                 |    | 2I      | Bulgaria | 3      |
|  |            |            |            |                 |    | 2I      | Bulgaria | 3      |
|  |            |            |            |                 |    | 2II     | Serbia   | 2      |

##### Semifinali
| 16 luglio 2022 Sports Palace, Tbilisi Durata: 1h:10 - Spettatori: 450 | Francia | 3 - 0 | Bulgaria | 25-15, 25-23, 25-20 |
| 16 luglio 2022 Sports Palace, Tbilisi Durata: 1h:08 - Spettatori: 450 | Italia  | 3 - 0 | Serbia   | 25-23, 25-20, 25-14 |

##### Finale 3º posto
| 17 luglio 2022 Sports Palace, Tbilisi Durata: 1h:45 - Spettatori: 500 | Bulgaria | 3 - 2 | Serbia | 25-21, 18-25, 21-25, 25-11, 15-9 |

##### Finale
| 17 luglio 2022 Sports Palace, Tbilisi Durata: 1h:20 - Spettatori: 1 000 | Francia | 0 - 3 | Italia | 22-25, 19-25, 23-25 |

#### Finali 5º e 7º posto
|  | Semifinali | Semifinali | Semifinali |                 |     | Finale 5º posto | Finale 5º posto | Finale 5º posto |
|  |            |            |            |                 |     |                 |                 |                 |
|  | 3I         | Rep. Ceca  | 0          |                 |     |                 |                 |                 |
|  | 3I         | Rep. Ceca  | 0          |                 |     |                 |                 |                 |
|  | 4II        | Slovenia   | 3          |                 |     |                 |                 |                 |
|  | 4II        | Slovenia   | 3          |                 | 4II | Slovenia        | 3               |                 |
|  |            |            |            |                 | 4II | Slovenia        | 3               |                 |
|  |            |            |            |                 |     | 4I              | Belgio          | 0               |
|  | 3II        | Polonia    | 0          |                 |     | 4I              | Belgio          | 0               |
|  | 3II        | Polonia    | 0          |                 |     |                 |                 |                 |
|  | 4I         | Belgio     | 3          |                 |     |                 |                 |                 |
|  | 4I         | Belgio     | 3          | Finale 7º posto |     |                 |                 |                 |
|  |            |            |            |                 |     |                 |                 |                 |
|  |            |            |            |                 |     | 3I              | Rep. Ceca       | 3               |
|  |            |            |            |                 |     | 3I              | Rep. Ceca       | 3               |
|  |            |            |            |                 |     | 3II             | Polonia         | 2               |

##### Semifinali
| 16 luglio 2022 Sports Palace, Tbilisi Durata: 1h:15 - Spettatori: 100 | Rep. Ceca | 0 - 3 | Slovenia | 23-25, 21-25, 22-25 |
| 16 luglio 2022 Sports Palace, Tbilisi Durata: 1h:15 - Spettatori: 150 | Polonia   | 0 - 3 | Belgio   | 24-26, 23-25, 23-25 |

##### Finale 7º posto
| 17 luglio 2022 Sports Palace, Tbilisi Durata: 1h:47 - Spettatori: ? | Rep. Ceca | 3 - 2 | Polonia | 25-19, 17-25, 25-21, 13-25, 15-12 |

##### Finale 5º posto
| 17 luglio 2022 Sports Palace, Tbilisi Durata: 1h:18 - Spettatori: 350 | Slovenia | 3 - 0 | Belgio | 25-20, 26-24, 28-26 |

## Classifica finale
| Pos     | Squadra   | Rosa |
| ------- | --------- | --- |
| Oro     | Italia    | Formazione: 2 Miraglia, 3 Bristot, 4 Morazzini, 5 Magliano, 6 Selleri, 7 Frascio, 8 Carpita, 10 Fedrici, 12 Filippelli, 13 Barotto, 14 Bonisoli, 15 Pozzebon, 18 Mati, 27 Loreti, CT: Zanin                                         |
| Argento | Francia   | Formazione: 2 Duflos-Rossi, 3 Lauriac, 4 Henno, 5 Brancier, 6 Scherer, 7 Roure, 8 Pujol, 9 Lopez, 11 Leroyer, 12 Duthoit, 13 Seddik, 14 Laurencé, 19 Cohen, 24 Loubeyre, CT: Belmadi                                                |
| Bronzo  | Bulgaria  | Formazione: 1 S. Nikolov, 2 Vitekov, 3 Băčvarov, 4 Hadžiev, 5 Čipev, 6 Kozelov, 8 Delibosov, 9 Titrijski, 10 A. Nikolov, 12 Rusev, 13 Kăndev, 16 Atanasov, 17 Andreev, 20 Tomov, CT: Karag'ozov                                     |
| 4.      | Serbia    | Formazione: 1 Milanović, 2 Veselić, 3 Krnjajić, 6 Dopuđ, 8 Stepanović, 10 Brborić, 11 Starović, 13 P. Aleksić, 15 Nedić, 16 Stanković, 20 Puaca, 21 A. Aleksić, 22 Stanojević, 23 Caković, CT: Mačužić                              |
| 5.      | Slovenia  | Formazione: 2 Frece, 5 Kosanc, 6 Karadža Pevc, 7 Podbregar Špes, 9 Suhadolnik, 10 Legen, 11 Rajnar, 12 Oman, 13 Marovt , 14 Najdič, 15 Okorn, 16 Purgar, 17 Drobnič, 20 Kržič, CT: Kšela                                            |
| 6.      | Belgio    | Formazione: 3 M. Verwimp, 5 Van Looveren, 6 Maerten, 7 De Vleeschhauwer, 8 Van Alboom, 9 Spiessens, 10 Ponseele, 12 Lips, 13 K. Verwimp, 15 Roelens, 16 Vleeschouwers, 18 Lechien, 20 Wolters, 21 Bus, CT: Moyaert                  |
| 7.      | Rep. Ceca | Formazione: 1 Tláskal, 2 Míček, 3 Hilšer, 4 Vítámvás, 5 Chromec, 6 Hager, 9 Tóth, 10 Pitner, 14 Pastrňák, 15 Brichta, 16 Dubš, 17 Obdržálek, 18 Černý, 19 Bednařík, CT: Zach                                                        |
| 8.      | Polonia   | Formazione: 1 Chaciński, 3 Szpernalowski, 5 Granieczny, 6 Serewis, 10 Patecki, 12 Potrykus, 13 Kubacki, 14 Gołębiowski, 15 Becker, 16 Jańczyk, 17 Urbańczyk, 19 Brzostowicz, 20 Nowak, 22 Rybak, CT: Bartodziejski                  |
| 9.      | Finlandia | Formazione: 1 Fiykov, 2 Köykkä, 3 Paananen, 5 Oivanen, 6 Kuukasjärvi, 7 Määttä, 8 Horn, 9 Groffier, 10 Hänninen, 11 Salminen, 12 Marttila, 14 Bär, CT: Muurinen                                                                     |
| 9.      | Grecia    | Formazione: 1 Sousouridīs, 4 Tsadīmas, 5 Adamos, 6 Pīlitsīs, 7 Tzaras, 9 Chalilīs, 10 Gerodīmos, 11 Kontostathīs, 13 Xerovasilas, 14 Nanopoulos, 15 Rousos, 16 Kamarinopoulos-Floutoure, 18 Stathelos, 19 Mouchlias, CT: Lakasas    |
| 11.     | Georgia   | Formazione: 1 Melkonyan, 2 Meladze, 3 Khalilovi, 4 Badrishvili, 5 G. Natsvlishvili, 6 Kurashvili, 7 Lobzhanidze, 10 Khurtsilava, 11 S. Natsvlishvili, 12 Bulauri, 13 Kamkamidze, 14 Kuraziani, 16 Mikadze, 17 Dzneladze, CT: Graban |
| 11.     | Germania  | Formazione: 1 Türpe, 4 Wahrlich, 7 Borchert, 10 Steffens, 11 Wehner, 12 Vähning, 13 Baumann, 15 Laumann, 16 Günther, 18 König, 19 Schein, 20 Fröbel, CT: Von Känel                                                                  |

|  |  |  |  | Qualificate al XVI Festival olimpico della gioventù europea |

## Premi individuali
| Premio                | Nome              | Squadra  |
| --------------------- | ----------------- | -------- |
| MVP                   | Tommaso Barotto   | Italia   |
| Miglior palleggiatore | Simeon Nikolov    | Bulgaria |
| Miglior opposto       | Thomas Pujol      | Francia  |
| Miglior schiacciatore | Aleksandăr Kăndev | Bulgaria |
| Miglior schiacciatore | Lorenzo Magliano  | Italia   |
| Miglior centrale      | Pardo Mati        | Italia   |
| Miglior centrale      | Joris Seddik      | Francia  |
| Miglior libero        | Enzo Lopez        | Francia  |

## Statistiche
| Rendimento individuale | Rendimento individuale | Rendimento individuale | Rendimento individuale |
| Pos.                   | Nome                   | Punti                  | Squadra                |
| ---------------------- | ---------------------- | ---------------------- | ---------------------- |
| 1                      | Luka Marovt            | 152                    | Slovenia               |
| 2                      | Luka Stanković         | 145                    | Serbia                 |
| 3                      | Thomas Pujol           | 136                    | Francia                |
| 4                      | Eliot De Vleeschhauwer | 117                    | Belgio                 |
| 4                      | Matej Pastrnak         | 117                    | Rep. Ceca              |
| 6                      | Miha Okorn             | 107                    | Slovenia               |
| 7                      | Aleksandăr Kăndev      | 102                    | Bulgaria               |
| 8                      | Stanisław Chaciński    | 95                     | Polonia                |
| 9                      | Alessandro Bristot     | 90                     | Italia                 |
| 10                     | Tommaso Barotto        | 89                     | Italia                 |

| Attacchi vincenti | Attacchi vincenti      | Attacchi vincenti | Attacchi vincenti |
| Pos.              | Nome                   | Punti             | Squadra           |
| ----------------- | ---------------------- | ----------------- | ----------------- |
| 1                 | Luka Marovt            | 138               | Slovenia          |
| 2                 | Luka Stanković         | 125               | Serbia            |
| 3                 | Thomas Pujol           | 122               | Francia           |
| 4                 | Matej Pastrnak         | 104               | Rep. Ceca         |
| 5                 | Eliot De Vleeschhauwer | 98                | Belgio            |
| 6                 | Miha Okorn             | 88                | Slovenia          |
| 7                 | Aleksandăr Kăndev      | 85                | Bulgaria          |
| 8                 | Stanisław Chaciński    | 78                | Polonia           |
| 9                 | Alessandro Bristot     | 77                | Italia            |
| 10                | Tommaso Barotto        | 74                | Italia            |

| Muri vincenti | Muri vincenti          | Muri vincenti | Muri vincenti |
| Pos.          | Nome                   | Punti         | Squadra       |
| ------------- | ---------------------- | ------------- | ------------- |
| 1             | Stilian Delibosov      | 22            | Bulgaria      |
| 2             | Yann Laurencé          | 18            | Francia       |
| 3             | Mauro Lips             | 17            | Belgio        |
| 3             | Bartłomiej Potrykus    | 17            | Polonia       |
| 3             | Angelos Stathelos      | 17            | Grecia        |
| 6             | Jan Cerny              | 16            | Rep. Ceca     |
| 7             | Eliot De Vleeschhauwer | 15            | Belgio        |
| 7             | Pardo Mati             | 15            | Italia        |
| 7             | Luka Stanković         | 15            | Serbia        |
| 10            | Tommaso Barotto        | 14            | Italia        |

| Battute vincenti | Battute vincenti      | Battute vincenti | Battute vincenti |
| Pos.             | Nome                  | Punti            | Squadra          |
| ---------------- | --------------------- | ---------------- | ---------------- |
| 1                | Stanisław Chaciński   | 12               | Polonia          |
| 2                | Matija Milanović      | 10               | Serbia           |
| 3                | Mauro Lips            | 9                | Belgio           |
| 4                | Simeon Nikolov        | 9                | Bulgaria         |
| 5                | Felix Baumann         | 8                | Germania         |
| 6                | Kristian Andreev      | 7                | Bulgaria         |
| 7                | Mattia Filippelli     | 7                | Italia           |
| 8                | Miha Okorn            | 7                | Slovenia         |
| 9                | Thomas Pujol          | 7                | Francia          |
| 10               | Matyas Chromec        | 6                | Rep. Ceca        |
| 10               | Stilian Delibosov     | 6                | Bulgaria         |
| 10               | William Groffier      | 6                | Finlandia        |
| 10               | Mathis Henno          | 6                | Francia          |
| 10               | Kostadin Kozelov      | 6                | Bulgaria         |
| 10               | Nooa Marttila         | 6                | Finlandia        |
| 10               | Alexandros Nanopoulos | 6                | Grecia           |
| 10               | Berre Van Looveren    | 6                | Belgio           |